# Печорская низменность
Печо́рская ни́зменность — низменность на северо-востоке европейской части России, расположенная в бассейне реки Печоры, между Уралом и Тиманским кряжем (на территории Республики Коми и Ненецкого автономного округа).
На территории Печорской низменности чередуются равнинные участки, сложенные флювиогляциальными песками и озёрными глинами и сильно заболоченные, а также холмисто-грядовые участки, сложенные мореной и песчано-гравийными отложениями. Большое количество озёр. Важнейшие реки — Печора и её притоки Уса и Ижма. Вдоль берега полосой до 30 км развиты морские террасы. Климат умеренно континентальный, на севере субарктический. На севере преобладает тундра (различают Большеземельскую, Малоземельскую и Тиманскую тундры), на юге — хвойные леса, на водоразделах — болота. Имеются месторождения угля и нефти.
В юго-западной части Печорской впадины фундамент Тимано-Печорской плиты погружён на 2—4 км, а в северо-восточной части (Большеземельская зона) — до 5—9 км.